# Federación Nacional de Voleibol de Honduras
La Federación Nacional de Voleibol de Honduras es una organización sin ánimo de lucro, responsable de las actividades de voleibol en Honduras, y gerencia la dirección de la Selección Nacional de Honduras, tanto femenina como masculina. 
El 16 de julio de 1987, se constituye legalmente la Federación Nacional de Voleibol de Honduras, mediante el decreto Ley 98-87 del Congreso Nacional de la República, publicado oficialmente en el diario La Gaceta el 7 de agosto de 1987, con el objetivo de planificar, dirigir, ejecutar, controlar técnica, administrativa y económicamente a nivel nacional este deporte.
La Federación Nacional de Voleibol de Honduras es parte de la Asociación de Federaciones Centroamericanas de Voleibol (AFECAVOL), también está afiliada a la Confederación de Norteamérica, Centroamérica y el Caribe de Voleibol(NORCECA) y es miembro de la Federación Internacional de Voleibol(FIVB).

## Honduras
Voleibol apareció en la zona norte en la década de 1925-1935, El 14 de septiembre de 1947, en la inauguración del gimnasio de baloncesto 15 de Marzo, se jugó Voleibol entre los representativos de la UNAH y el Instituto Salesiano San Miguel.  
Primeros equipos en competencia locales antes de la creación de la Federación Nacional de Voleibol de Honduras.
En 1959, se registran las memorias del Instituto Salesiano San Miguel, datos y fotografías del año de 1959, en que La Dirección General de Educación Física organizó un torneo colegial el cual fue ganado de forma invicta por el instituto anteriormente mencionado.
Los equipos participantes en ese entonces fueron:
- El Instituto Salesiano San Miguel.
- El Instituto Militar Presidencial.
- La Escuela Militar General Francisco Morazán.
- La Escuela Agrícola Panamericana.
- El Instituto Central Vicente Cáceres.
- El Instituto Técnico Vocacional Luís Bogran.
- El Primer Batallón de Infantería.
- La Primera Zona Militar.

El 12 de julio de 1973, se funda la liga central de Voleibol, Teniendo como sede las instalaciones el cuerpo de bomberos, su presidente fue el Francés Hivis Whosyny. Es por ello que los cuerpos de bomberos se constituyen en impulsores del Voleibol en Honduras. 
Entre de los primeros equipos pueden mencionarse:
- Centinelas del Fuego (Bomberos.)
- Altos Explosivos (Artillería.)
- Embajadores (Embajada Americana.)
- Universidad (UNAH.)
- Escuela Militar.
- Centro Penal (Penitenciaria Central.)

En 1975, La Dirección General de Educación Física decide reorganizar los campeonatos colegiales en ambas ramas y categorías.
Los equipos participantes y sus posiciones al final de la competencia fueron:
- Masculino:
  - La Escuela Americana.
  - El Instituto Aguilar Paz.
  - El Instituto Central Vicente Cáceres.
  - El Instituto Técnico Vocacional.
  - El Instituto Jesús Milla Selva.

- Femenino:
  - La Escuela Americana.
  - El Instituto Maria Auxiliadora.
  - El Instituto Moderno.
  - El Instituto Tegucigalpa.
  - El Instituto Jesús Aguilar Paz.

En 1979, se organizaron oficialmente los equipos femeninos y se realizó el primer campeonato en el que participaron los equipos de Comercial América, UNAH y la Escuela Superior del Profesorado, siendo este torneo ganado por el equipo del Comercial América.
Participaciones internacionales previas a la creación de la Federación Nacional de Voleibol de Honduras.
En 1975, se inicia la etapa internacional de Honduras, el primer equipo en salir fuera del país es la Universidad Nacional Autónoma de Honduras, quien viaja a Costa Rica y luego en 1976, viaja al centroamericano de Universidades en Guatemala, . Ese mismo año se participa a nivel de selecciones mayores en la rama masculina, en el segundo campeonato centroamericano en Costa Rica, obteniendo el último lugar. No se jugó contra El Salvador.
En 1977, se organizó por parte de la UNAH el primer festival universitario y es la primera vez que un equipo de Voleibol visita tierras catrachas, siendo la Universidad de San Carlos de Borromeo de Guatemala, ganadora de cuadrangular donde participaron: Guatemala, UNAH , Centro Penal y los Bomberos de Honduras. En ese mismo año se participa en el tercer centroamericano de selecciones, quedando en quinto lugar, donde solamente se participó en la rama masculina.
En 1981, se participa por primera vez en la categoría juvenil, en el primer campeonato centroamericano, celebrado en la Ciudad de Guatemala, quedando el equipo femenino en el tercer lugar y el equipo masculino en el quinto lugar. 
En 1982, se participa en el primer campeonato centroamericano infantil en Costa Rica, quedando el equipo femenino en el tercer lugar y el equipo masculino en el cuarto lugar.
En 1984, se participa por primera vez en un evento NORCECA juvenil.
En 1986, se participa en los terceros juegos deportivos en Guatemala, y por primera vez participa el equipo femenino de Honduras en un campeonato de juegos deportivos. En ese mismo año se organizó en Honduras el segundo centroamericano juvenil donde quedó campeón Panamá en la rama masculino y Costa Rica en la rama femenina, Honduras queda tercero en el femenino y cuarto en el masculino.

## Creación de la Federación Nacional de Voleibol de Honduras
En 1983, se separa el Voleibol de la Federación Nacional Deportiva Extraescolar de Honduras, fundando su propia Federación, la misma dura 2 años y no es reconocida por el estado, ni a nivel internacional, a pesar de tener su personería jurídica. Su primer presidente no oficial fue el Mayor de Bomberos Asdrúbal Varela.
En enero de 1985, los equipos retornaron a la Federaron Nacional Deportiva Extraescolar de Honduras.
El 16 de julio de 1987, se constituye legalmente la Federación Nacional de Voleibol de Honduras, mediante el Decreto Ley 98-87 del Congreso Nacional de la República, publicado oficialmente en el diario La Gaceta (Honduras) el 7 de agosto de 1987, con el objetivo de planificar, dirigir, ejecutar, controlar técnica, administrativa y económicamente a nivel nacional este deporte. Desempeñándose en ese entonces como presidente del Poder Legislativo Carlos Orbin Montoya, en la secretaría Oscar Melara Murillo y Teofilo Martell Cruz, como presidente constitucional José simón Azcona del Hoyo y siendo titular en la Secretaría de Educación Pública de Honduras la Licenciada Elisa Valle de Martínez Pavetti. 
Su primer presidente oficial fue el señor Wilfredo Leva Cabrera (1987-1991) y luego el Abogado Alfredo Medrano (1992-1993).

### La expansión del Voleibol en Honduras
Con la creación de la Federación Nacional de Voleibol de Honduras como ente encargado de la promoción y desarrollo de este deporte, se comienza a expandir a lo largo y ancho del territorio, a través de la creación de ligas, encargadas de fomentarlo en aquellos lugares, en los cuales su aceptación y práctica ha sido poco relevante e importante para su desarrollo.
Surgen también, para ayudar y desarrollar el Voleibol, los colegios técnicos como entes encargados de preparar a los entrenadores y árbitros para un mejor desempeño en esta disciplina, con tal fin se imparten cursos nacionales e internacionales, tanto para entrenadores como para árbitros de todo el país..

### Las ligas y su fundación
- Liga Menor de Voleibol - Tegucigalpa, M.D.C.

Fundada el 18 de mayo de 1992, su campeonato oficial dio inicio el 11 de julio de 1992.
- Liga Mayor de Voleibol Francisco Morazán - Tegucigalpa, M.D.C.

Fundada el 12 de julio de 1973.
El 22 de mayo de 1988, se inicia el campeonato oficial.
- Liga Ceibeña de Voleibol - La Ceiba.

Fundada en 1985, del período anterior a la creación de la FENAVOLEIH 
De 1988 a 1991 la liga no activó oficialmente como miembro de la Federación. 
Fue reactivada en 1992, realizando su campeonato oficial.
- Liga Departamental de Comayagua – Comayagua.

Fundada en 1986.
En 1988, no activó.
En 1989, estuvo afiliada a la FENAVOLEIH.
En 1990, participó en el III campeonato mayor.
- Liga Lempira – Puerto Cortés.

Fundada en 1991.
- Liga de Voleibol Esperanza – La Esperanza, departamento de Intibucá.

Fundada el 30 de junio de 1992, solicitó ser liga afiliada a la FENAVOLEIH el 10 de agosto del mismo año. Realizaron su torneo de preparación y su campamento oficial, el 10 de octubre de 1992.
- Liga de Voleibol Sonaguérense – Sonaguera departamento de Colón.

Fundada el 31 de agosto de 1992.
- Liga de Voleibol Santarrócense – Santa Rosa de Copán.

Fundada el 21 de abril de 1993, su primer campeonato oficial lo realizó del 17 de agosto al 28 de septiembre del mismo año.
- Liga Infantil Santa Ana – Departamento de Atlántida.

Solicita su afiliación a la FENAVOLEIH el 2 de junio de 1993, pero la Federación no vuelve a saber nada de ella durante el transcurso del año y la declara suspensa.
- Liga Confraternidad Paraiseña – El Paraíso (Honduras).

Fundada el 18 de mayo de 1993.
Liga Progreseña de Voleibol – El Progreso, Departamento de Yoro.
Fundada en 1986.
Liga Sampedrana de Voleibol LISAVO - San Pedro Sula. Fundada en 2008
Liga de Voleibol del Valle de Sula (LVVS) - San Pedro Sula, Honduras. Fundada el 19 de septiembre de 2015.
El 29 de marzo de 1992, realizaron su primer torneo oficial.
Actual Junta Directiva 2006 - 2010
- Presidente: Julio Cesar Farach Narváez
- Vicepresidente: Rene Augusto Ortez Bautista
- Secretario: José Ubaldo Zavala Valladares
- Tesorero: Santos Joaquín Osorto Cárdenas
- Protesorero: Álvaro Francisco Guerrero Ávila
- Vocal I: Juan José Goff
- Vocal II: Gustavo Adolfo Torres
- Vocal III: Mauricio Esteban Matamoros